# Бунтівний місяць
«Бунтівний місяць: Дитя Вогню» (англ. Rebel Moon) — американський епічний науково-фантастичний пригодницький фільм режисера Зака Снайдера за сценарієм, який він написав у співавторстві з Шаєм Гаттеном і Куртом Джонстадом. У головних ролях Софія Бутелла, Чарлі Ганнем, Рей Фішер, Джимон Гонсу, Ентоні Гопкінс, Пе Ду На, Джена Мелоун, Ед Скрейн, Кері Елвес та Корі Столл.
Фільм є спільним продуктом The Stone Quarry і Grand Electric і вийшов 15 грудня 2023 року в США, 21 грудня 2023 року — на Netflix.
Сюжет описує, як мирній планеті на краю галактики загрожує армія тиранічної імперії. Незнайомка Кора, що оселилася в місцевому селі, розшукує бійців, які об'єднаються з нею, щоб протистояти імперії.

## Сюжет
На незалежній планеті Велдт святкують свято родючості. Наступного дня туди прилітає військовий корабель Материнського світу — імперії, що століттями веде війни. Мешканці планети сподіваються вигідно торгувати з Материнським світом. На Велдт спускається адмірал Аттикус Ноубл з вимогою, щоб старійшина місцевого села Сіндрі продав його людям зерно, поки триватимуть пошуки повстанців, відомих як Клан Кривавої Сокири. Сіндрі відмовляє, пославшись на малий врожай, але Аттикус не вірить йому. Амбітний фермер, на ім'я Гуннар каже, що село поділиться запасами зерна. Тоді адмірал б'є Сіндрі до смерті за обман і наказує Гуннару підготувати все зерно в селі, перш ніж він повернеться. Одна з мешканок села, Кора, пакує свої речі, щоб піти, але коли вона бачить, як солдати Імперії намагаються зґвалтувати молоду жінку. Вона стикається з нападниками та вбиває їх.
Кора дізнається від робота прибульців, що новою правителькою імперії повинна була стати принцеса Ісса, наділена рідкісним даром зцілення та воскресіння. Імператорська родина сподівалася, що Ісса об'єднає імперію без воєн. Але Ісса та її батьки були вбиті під час коронації, а сенатор Велізаріус оголосив себе регентом і відновив завоювання за підтримки Аттикуса.
Кора розповідає селянам, що вона раніше служила в Імперіумі, елітних військах Материнського світу. Гуннар, розчарований у перспективі співпраці з імперією, вирушає з Корою до Провіденса, сусіднього портового міста, щоб знайти повстанців. Спочатку вони вербують Кая, контрабандиста і злочинця. Він веде їх до двох інших воїнів, коваля Тарака, і кіборга-фехтувальниці Немезиди. Власник Тарака погоджується віддати його, якщо коваль зуміє приборкати грифона. Тарак виконує завдання і приєднується до загону Кори. Немезида б'ється з розумною павучихою, що викрала людську дитину заради помсти за власних дітей. Команда Кори допомагає Немезиді в бою та бере її з собою.
Загін вирушає на віддалений місяць, щоб завербувати Тайтуса, опального командира Імперіуму. Гуннар дізнається від Кори, що її виховав Валізаріус після того, як її планета була завойована, і що вона відчуває провину за смерть Ісси, оскільки колись служила її охоронницею.
Гуннар влаштовує зустріч з керівниками Клану Кривавих Сокир, Дарріаном і Деврою, і просить скористатися їхніми космічними кораблями. Дарріан і половина клану погоджуються допомогти, але Девра, яка вважає таку боротьбу марною, відступає з іншою половиною в безпечне місце.
Кай веде групу до торгового пункту, де здає своїх товаришів Аттикусу заради винагороди. Аттикус розкриває справжнє ім'я Кори — Артеліс. Гуннар вбиває Кая і звільняє групу, а Дарріан і багато його солдатів гинуть. Кора бореться проти Аттикуса, скидаючи його з космічного причалу, а вцілілі воїни разом повертаються на Велдт.
Важко пораненого, але живого Аттикуса лікують силами Материнського світу. Він зустрічається з Велізаріусом у віртуальній реальності, та доповідає, що знайшов Артеліс/Кору. Велізаріус наказує знищити всіх бунтівників і доставити Кору живою задля страти. В разі провалу він погрожує стратити самого Аттикуса.

## Актори та персонажі
| Актор                      | Роль                   |
| -------------------------- | ---------------------- |
| Софія Бутелла              | Кора                   |
| Чарлі Ганнем               | Кай                    |
| Джимон Гонсу               | Генерал Тайтус         |
| Міхіль Гаусман             | Гуннар                 |
| Пе Ду На                   | Немезида               |
| Рей Фішер                  | Дарріан Кривава Сокира |
| Клеопатра Коулмен          | Девра Кривава Сокира   |
| Ентоні Гопкінс (озвучення) | Джиммі                 |
| Джена Мелоун               | Гармада                |
| Фра Фі                     | регент Велізаріус      |
| Ед Скрейн                  | адмірал Аттикус Ноубл  |
| Стюарт Мартін              | Ден                    |
| Кері Елвес                 | Король                 |
| Корі Столл                 | Сіндрі                 |

## Виробництво

### Розробка
«Бунтівний місяць: Дитя Вогню» спочатку планувався як частина «Зоряних війн», яку Снайдер представив Lucasfilm у період між завершенням трилогії-приквелу у 2005 році й продажем Lucasfilm компанії Walt Disney у 2012 році. Цей фільм мав бути більш зрілим поглядом на всесвіт «Зоряних воєн». Після проєкт був перероблений продюсерами Еріком Ньюманом і Снайдером, спочатку як оригінальний телесеріал, а потім як повнометражний фільм.

### Кастинг
2 листопада 2021 року було оголошено, що у фільмі зніметься Софія Бутелла. 9 лютого 2022 року до акторського складу приєдналися Чарлі Ганнем, Джимон Гонсу, Рей Фішер, Джена Мелоун, Стаз Найр і Пе Ду На. Пізніше того ж місяця до проєкту приєдналися Стюарт Мартін і Руперт Френд. 8 квітня 2022 року до акторського складу приєдналися Кері Елвіс, Корі Столл, Мічіель Хуісман і Альфонсо Еррера. 16 травня 2022 року було оголошено, що Ед Скрейн замінив Руперта Френда через конфлікти в розкладі, а Клеопатра Коулман, Фра Фі та Рейн Рис приєдналися до проєкту. 8 червня 2022 року було оголошено, що Ентоні Хопкінс приєднався до акторського складу та озвучить Джиммі, неймовірно розумного механізованого бойового робота JC1435 і свого часу захисника вбитого короля.

### Зйомки
Зйомки розпочалися 19 квітня 2022 року, Снайдер опублікував у Twitter фото зі знімального майданчика. Вони тривали до 2 грудня 2022 року.

### Музика
У січні 2023 року стало відомо, що Том Голкенборг буде композитором фільму.

## Випуск

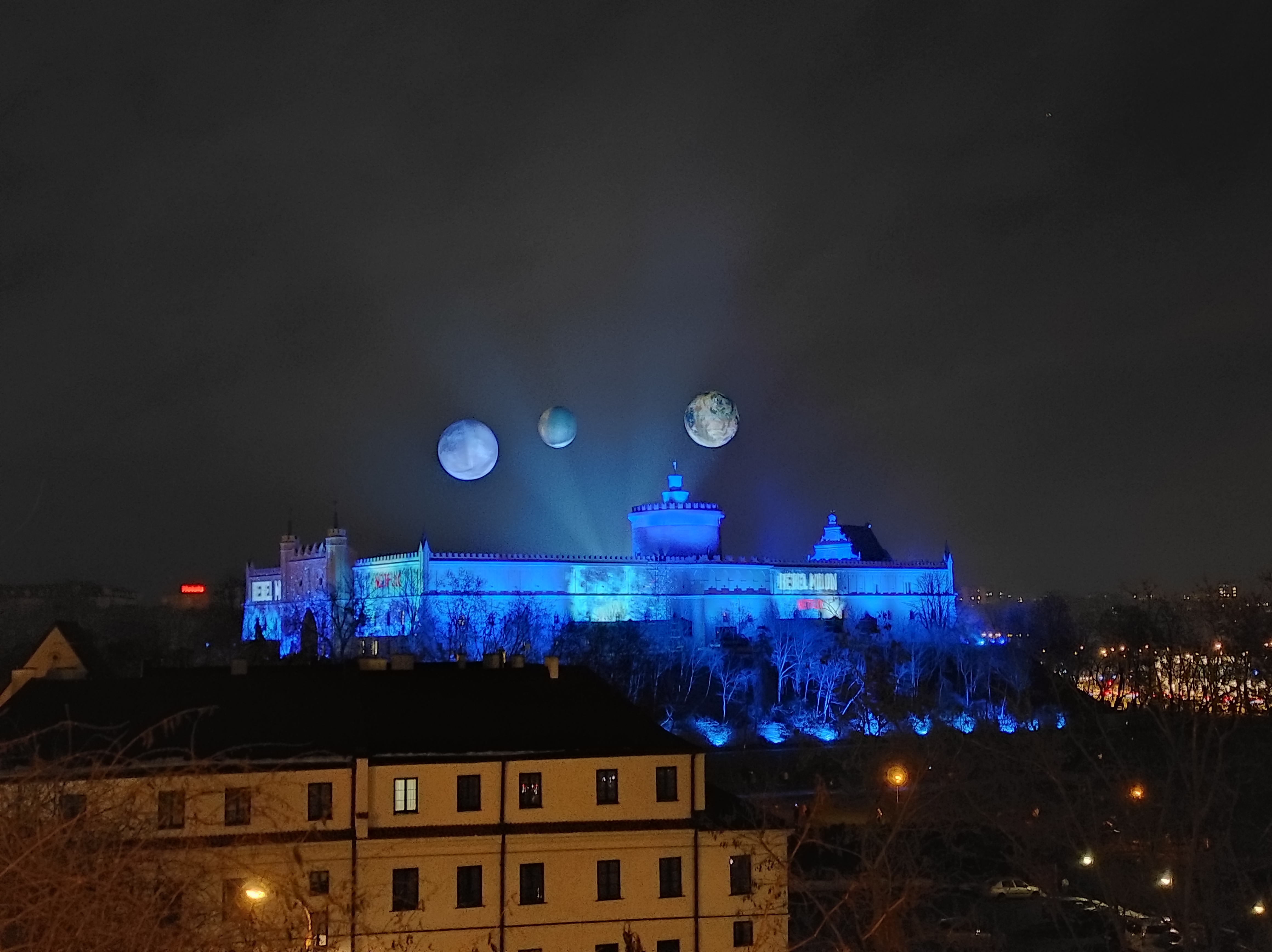
«Планети» над замком у Любліні як реклама фільму

Світова прем'єра відбулася 21 грудня 2023 року на Netflix.

## Сприйняття
На агрегаторі рецензій Rotten Tomatoes фільм зібрав 24 % схвальних рецензій критиків з середньою оцінкою 3,6/10. Консенсус вебсайту стверджує: «„Бунтівний місяць: Дитя вогню“ доводить, що Зак Снайдер не втратив свого візуального таланту, але привабливості для очей недостатньо, щоб компенсувати сюжетну лінію, що складається з різноманітних науково-фантастичних/фентезі-тропів». На Metacritic, середньозважена оцінка склала 31 бал зі 100, що відповідає «загалом несприятливим» рецензіям. Перші рецензії на фільм були здебільшого негативними, схвалюючи його світобудову та послідовність подій, але критикуючи його оповідь, розвиток персонажів та вторинність.
Джонні Олексинський у газеті «New York Post» описав фільм як «вправу з набору персоналу», призначення якої — створити підґрунтя для продовження. За словами критика, фільм більше нагадує пародію, але «настільки несмішний і непригодницький, наскільки ви можете собі уявити», перевантажений візуальними посиланнями на різні епохи та культури.
Згідно з Ліві Скоттом на сайті «Inverse», «Розлоге науково-фантастичне фентезі вже помирає, але „Бунтівний місяць“ міг би стати протиотрутою — якби у нього було трохи більше часу для розвитку». Фільм цікавий своєю світобудовою, що гостріша, ніж у «Зоряних війнах». Зазначалося, що робота Снайдера більше зосереджена саме на вигаданому світі, ніж на персонажах. «Та маленька передісторія, яку ми отримуємо, слугує скороченням для добре потертого фентезійного тропу про втомленого служаку, що не боїться нічого, крім втрати тих, кого любить».